# Otto Hongler
Otto Hongler (* 14. Juni 1907 in Uznach; † 14. Dezember 1988 in St. Gallen) war ein Schweizer Wirtschaftswissenschaftler und Hochschullehrer.

## Leben

### Familie
Otto Hongler war der Sohn des Lehrers Josef Otto Hongler und dessen Ehefrau Maria Hedwig (geb. Holenstein).
Er blieb zeit seines Lebens unverheiratet.

### Werdegang
Otto Hongler besuchte das Gymnasium (heute Stiftsschule) in Engelberg und studierte darauf Wirtschaftswissenschaften an der Universität St. Gallen sowie an der Universität München, der Universität Wien und der Universität Bern.
Nachdem er 1935 mit seiner Dissertation Die Sanierungsmassnahmen in der Stickereiindustrie und der Staatsvertrag zwischen der Schweiz und Oesterreich vom 18. März 1933 zum Dr. rer. pol. promoviert hatte, war er als Experte für Organisationsfragen in Handel, Industrie und der öffentlichen Verwaltung tätig.
Seit 1950 lehrte er am Betriebswissenschaftlichen Institut der Eidgenössischen Technischen Hochschule Zürich.
Am 1. September 1953 wurde er durch den Bundesrat zu seinem Beauftragten für die Organisation der Bundesverwaltung und zum ersten Direktor der neu geschaffenen Zentralstelle für Organisationsfragen der Bundesverwaltung berufen. Ende 1972 trat er von seinem Amt zurück; sein Nachfolger wurde Hans Kurt Oppliger (* 1926).

### Berufliches Wirken
Nach seiner Berufung zum Beauftragten des Bundesrats für die Organisation der Bundesverwaltung wurde Otto Hongler damit beauftragt, die Funktionsweise des Bundesapparates mit etwa 21'000 Mitarbeitern zu überprüfen, wenn möglich zu vereinfachen, die Arbeitsmethoden zu modernisieren und die bürokratische Effizienz zu verbessern und somit die Leistungsfähigkeit der Verwaltung zu erhöhen. Hierbei war er nur der parlamentarischen Finanzkommission rechenschaftspflichtig, die seine Vorschläge umsetzen konnte, aber nicht musste.
1964 wurde er, nach der Mirage-Affäre, durch den Bundesrat beauftragt, eine Expertenkommission zu leiten, die eine Regierungs- und Verwaltungsreform vorbereiten sollte. 1965 war er Vorsitzender einer Kommission, die Reformvorschläge für die Bundesratssitzungen erarbeitete. Die Kommission schlug 1967 als wichtigste Reformmassnahme die Aufwertung des Bundeskanzlers zum allgemeinen Stabschef des Bundesrats vor. Das Verwaltungsorganisationsgesetz bewirkte 1978, aufgrund des Hongler-Berichts von 1967, den Ausbau der Generalsekretariate zu Stabsstellen für die Departementsvorsteher; weiterhin wurde die Schaffung, zu den bereits bestehenden zwei Gruppen, in denen mehrere Ämter einem Gruppendirektor unterstellt waren, von sechs weiteren Gruppen in den zivilen Departementen vorgeschlagen.

## Schriften (Auswahl)
- Die Sanierungsmassnahmen in der Stickereiindustrie und der Staatsvertrag zwischen der Schweiz und Oesterreich vom 18. März 1933. Bern 1935.
- Die Zentralstelle für Organisationsfragen der Bundesverwaltung: Aufgaben, Arbeitsweise, Arbeitsergebnisse. In: Mitteilungen der Kommunalen Gemeinschaftsstelle für Verwaltungsvereinfachung (Sonderdruck). Köln-Marienburg 1958.
- Aufgaben und Arbeitsweise der Zentralstelle für Organisationsfragen der Bundesverwaltung in Bern. In: Reinhard K. Badenhoop (Hrsg.): Wirtschaftliche öffentliche Verwaltung. Stuttgart 1961, S. 180–194.
- Kurt Eichenberger, Otto Hongler, Felix Weber[8], Henri Zwahlen[9]: Expertenbericht über Verbesserungen in der Regierungstätigkeit und Verwaltungsführung des Bundesrates. 1967.